# Bầu cử chủ tịch Đảng Dân chủ Tự do (Nhật Bản) năm 2020
Cuộc bầu cử lãnh đạo Đảng Dân chủ Tự do Nhật Bản năm 2020 đã  được tổ chức vào ngày 14 tháng 9 năm 2020 để bầu ra chủ tịch tiếp theo của Đảng Dân chủ Tự do Nhật Bản, ba ngày trước khi Quốc hội tổ chức phiên họp bầu Thủ tướng mới. Ban đầu dự kiến được tổ chức vào tháng 9 năm 2021, chủ tịch đảng đương nhiệm, Thủ tướng Nhật Bản tại vị lâu nhất là ông Abe Shinzō, bất ngờ từ chức vào ngày 28 tháng 8 năm 2020, với lý do những lo ngại gần đây về sức khỏe. Vì Đảng Dân chủ Tự do hiện đang kiểm soát đa số trong Quốc hội Nhật Bản cho nên người chiến thắng trong cuộc đua cũng sẽ kế nhiệm Abe làm thủ tướng Nhật Bản.